# Carlos Jiménez Sánchez
Carlos Jiménez Sánchez (Madrid, Espanya, 1976), és un exjugador de bàsquet espanyol, guanyador d'una medalla olímpica.

## Biografia
Va néixer el 10 de febrer de 1976 a la ciutat de Madrid, capital d'Espanya.

## Carrera esportiva

### A nivell de clubs
| Anys      | Clubs              | Lliga     |
| --------- | ------------------ | --------- |
| 1994-2006 | Adecco Estudiantes | Lliga ACB |
| 2006-2012 | Unicaja Málaga     | Lliga ACB |

Títols amb l'Estudiantes:
- 1 Copa del Rei de bàsquet: 1999/00

### Amb la selecció nacional
Va participar, als 24 anys, en els Jocs Olímpics d'Estiu de 2000 realitzats a Sydney (Austràlia), on amb la selecció de bàsquet d'Espanya va aconseguir la novena plaça en la competició masculina. En els Jocs Olímpics d'Estiu de 2004 realitzats a Atenes (Grècia) finalitzà setè, aconseguint així un diploma olímpic, i en els Jocs Olímpics d'Estiu de 2008 realitzats a Pequín (República Popular de la Xina) la medalla d'argent.
Al llarg de la seva carrera ha guanyat una medalla d'or en el Campionat del Món de bàsquet masculí i quatre medalles en el Campionat d'Europa, entre elles una d'or.